# Запорожець Сергій Михайлович
Сергій Михайлович Запорожець (1970-2024) — солдат Збройних сил України, учасник російсько-української війни.

## Життєпис
Народився 10 березня 1970 в місті Хрустальний (Красний Луч) Луганської області. У місті Щастя закінчив професійно-технічне училище № 50, де вивчився на зварювальника. Згодом пройшов два роки військового вишколу в Німеччині .
До села Потік Івано-Франківської області переїхав у 1991 році, коли одружився. Працював газоелектрозварювальником. Пізніше їздив на роботу за кордон.
До лав Збройних сил України приєднався у червні 2024. Проходив службу на Чернігівщині у 169 навчальному центрі імені князя Ярослава Мудрого. П'ять тижнів перебував в Іспанії на військовому вишколі.
Після повернення в Україну воював стрільцем у III стрілецькому відділенні стрілецького батальйону 115 ОМБр на Донецькому напрямку.

## Загибель
Загинув 4 жовтня 2024 року біля села Торське Краматорського району Донецької області. Залишилися дружина, двоє доньок та внук .

## Нагороди та відзнаки
Нагороджений орденом «За мужність» III ступеня.
1 липня 2025 року встановлено меморіальний знак на фасаді Потіцької початкової школи .